# Reuben Whallon
Reuben Whallon (* 7. Dezember 1776 in Bedminster, New Jersey; † 15. April 1843 in Essex, New York) war ein US-amerikanischer Jurist und Politiker. Zwischen 1833 und 1835 vertrat er den Bundesstaat New York im US-Repräsentantenhaus.

## Werdegang
Reuben Whallon wurde während des Unabhängigkeitskrieges in Bedminster geboren und wuchs dort auf. In dieser Zeit besuchte er Gemeinschaftsschulen. Er zog nach Argyle im Washington County. Am 13. März 1806 wurde er zum Friedensrichter im Township von Argyle ernannt – eine Stellung, die er bis 1811 innehatte. Er zog dann 1814 nach Essex im Essex County. In der folgenden Zeit wurde er ein großer Grundbesitzer. Er war als Farmer und Händler tätig, betrieb aber auch eine Mühle und ein Eisenwerk. Zwischen 1803 und 1814 diente er in der Nationalgarde von New York, wo er im Laufe der Zeit vom Captain zum Major aufstieg. Er saß in den Jahren 1808, 1809 und 1811 in der New York State Assembly und war in den Jahren 1818, 1819, 1827 und 1828 als Supervisor der Town von Essex tätig. 1831 wurde er First Judge am Court of Common Pleas im Essex County. Er bekleidete den Posten bis 1838. Politisch gehört er der Jacksonian-Fraktion an.
Bei den Kongresswahlen des Jahres 1832 für den 23. Kongress wurde er im 13. Wahlbezirk von New York in das US-Repräsentantenhaus in Washington, D.C. gewählt, wo er am 4. März 1833 die Nachfolge von William G. Angel antrat. Er schied nach dem 3. März 1835 aus dem Kongress aus. Als Kongressabgeordneter hatte er den Vorsitz über das Committee on Expenditures on Public Buildings.
Nach seiner Kongresszeit ging er wieder seinen früheren Geschäften nach. Er verstarb am 15. April 1843 auf seinem Anwesen in Whallons Bay (Town von Essex) und wurde dann auf dem Whallons Bay Cemetery beigesetzt.